# Teoria tridimensional do direito
A Teoria Tridimensional do Direito é uma concepção de Direito, conhecida e elaborada pelo jusfilósofo brasileiro Miguel Reale, que surgiu ao inscrever-se que o direito positivo e o jurisdicional deixavam o direito apenas como algo parcial, incompleto e, portanto, ineficiente. Não é viável ver o direito simplesmente como uma norma e, por esse motivo surgiu a teoria, segundo a qual existem três aspectos que formam o direito, aspectos estes que estão sempre se relacionando, tão unidos que não podem ser separados.
Miguel Reale não foi o primeiro filósofo a postular uma teoria tríplice, uma vez que autores como Emil Lask, Gustav Radbruch, Roscoe Pound Wilhelm Sauer e Werner Goldschmidt já tinham, em suas obras, abordado, ainda que de forma superficial, a tridimensionalidade jurídica.
À época de sua divulgação, tratou-se de uma forma absolutamente revolucionária e inovadora de se abordar as questões da ciência jurídica, tendo esse pensamento arregimentado adeptos e simpatizantes em todo o universo do Direito.
Miguel Reale buscou, através desta teoria, unificar três concepções unilaterais do direito: 
- o sociologismo jurídico, associado aos fatos e à eficácia do Direito;
- o moralismo jurídico, associado aos valores e aos fundamentos do Direito; e
- o normativismo abstrato, associado às normas e à mera vigência do Direito.[1]

## Definição
Segundo a teoria tridimensional, o Direito se compõe da conjugação harmônica dos três aspectos básicos e primordiais: 
- o aspecto fático (fato) ou seja, o seu nicho social e histórico;
- o aspecto axiológico (valor) ou seja, os valores buscados pela sociedade, como a Justiça; e
- o aspecto normativo (norma) ou seja, o aspecto de ordenamento do Direito.[1]

A conjugação proposta por Reale pressupõe uma constante comunicação entre o primeiro e o segundo aspectos, que origina e também se relaciona com o terceiro. Esta comunicação é denominada pelo próprio autor como a "dialética de implicação-polaridade", ou "dialética de complementariedade". Essa dialética consiste na percepção de que fatos e valores estão constantemente relacionados na sociedade de maneira irredutível (polaridade) e de mútua dependência (implicação).
Onde quer que haja um fenômeno jurídico, há, sempre e necessariamente, um fato subjacente (fato econômico, geográfico, demográfico, de ordem técnica etc.); um valor, que confere determinada significação a esse fato, inclinando ou determinando a ação dos homens no sentido de atingir ou preservar certa finalidade ou objetivo; e, finalmente, uma regra ou norma, que representa a relação ou medida que integra um daqueles elementos ao outro, o fato ao valor. Tais elementos ou fatores (fato, valor e norma) não existem separados um dos outros mas coexistem numa unidade concreta, e não só exigem reciprocidade, mas atuam como elos de um processo de tal modo que a vida do direito resulta na interação dinâmica e dialética dos três elementos que a integram.
Vejamos análise da estrutura de uma norma ou regra jurídica de conduta, para exemplificar o caso utilizado pelo próprio autor:
Na legislação sobre títulos de crédito, há previsão para o pagamento de uma letra de câmbio na data de seu vencimento, caso contrário, ela estará sujeita a protesto e consequente a cobrança do título pelo credor. Nesse caso podemos identificar que a norma de direito cambial representa uma disposição legal que se baseia num fato de ordem econômica (o fato de, na época moderna, as necessidades  do comércio terem exigido formas adequadas de relação) e que visa assegurar um valor, o valor do credito, a vantagem de um pronto pagamento com base no que é formalmente declarado na letra de cambio.Como se vê, um fato econômico liga-se a um valor de garantia para se expressar através de uma norma legal que atende às relações que devem existir entre aqueles dois elementos. Como consequência desta teoria, Reale implica seus reflexos na atividade do jurisperito: a análise por parte de advogados e juízes do Direito não deve se manter presa a somente uma, ou mesmo duas destas dimensões, devendo estar constantemente vinculada à interpretação do sistema tridimensional como um todo.

## Influência no novo Código Civil brasileiro
Como se sabe, Miguel Reale liderou a equipe de juristas que elaborou o Novo Código Civil brasileiro. Sua teoria influenciou de forma decisiva à estrutura do novo Código Civil Brasileiro e é possível analisar alguns pontos específicos que revelam uma concepção tridimensional do Direito.
Inúmeros são os artigos e institutos que foram acolhidos pelo novo Código Civil Brasileiro, como por exemplo: o acolhimento da teoria da função social da propriedade, da boa-fé objetiva nos contratos; as inovações sobre a teoria da imprevisão; as resoluções sobre onerosidade excessiva; o acolhimento do instituto da equidade em vários artigos. Contudo, a inovação mais importante introduzida no Código Civil que revela uma influência culturalista e tridimensional do Direito, encontra-se no objetivo do contrato tendo a função social como norte, mesmo quando não se sabe que funções sociais sejam essas: "Art. 421. A liberdade de contratar será exercida em razão e nos limites da função social do contrato." 
É importante ressaltar que disposição semelhante não existia no Código Civil anterior e que essa disposição, juntamente com o instituto da função social da propriedade, igualmente acolhido pelo novo CCB, são institutos da maior importância, uma vez que, contrato e propriedade são valores fundamentais para toda sociedade onde vigora a economia de livre mercado. Trata-se de um dispositivo que propicia ao aplicador do Direito coibir abusos, integrando o instituto do contrato e as partes contratantes, aos valores do bem comum e da finalidade social da lei. 

## Realidade histórico-cultural tridimensional
O autor também definiu o Direito como "realidade histórico-cultural tridimensional", ordenada de forma bilateral atributiva, seguindo valores de convivência. O Direito é fenômeno histórico, mas não se acha inteiramente condicionado pela história, pois apresenta uma constante axiológica. O Direito é uma realidade cultural, porque é o resultado da experiência do homem. A bilateralidade é essencial ao Direito. A bilateralidade-atributiva é específica do fenômeno jurídico, uma vez que apenas ele confere a possibilidade de se exigir um comportamento.

## Tridimensionalismo genérico e dinâmico
Superado o estágio inicial de percepção da existência e da importância da integração dos três aspectos acima apontados em oposição às visões monistas que falham em considerar ou valores, originando numa alienação à Filosofia e a qualquer tipo de análise não-fática do Direito ou à ignorância contextual provocada pela anti-historicidade do monopólio do valor, Reale propõe ainda uma diferenciação interna à Teoria Tridimensional.
Afirma que ao passar pela simples harmonização do sociologismo, moralismo e normativismo jurídicos, chegamos à chamada tridimensionalidade genérica do Direito que, apesar de levar em conta de maneira sistemática mais aspectos do que outras teorias, ainda falha em analisar a correlação essencial entre estes elementos primordiais.
Surge então a proposta da tridimensionalidade específica e dinâmica, teoria que, a partir da tridimensionalidade genérica, analisa o conceito de valor, reconhecendo seu papel de elemento constitutivo da experiência ética e a implicação constante entre valor e história.
Desta forma, afirma a inserção do valor na realidade fática de maneira dinâmica - que todo o valor implica na tomada de determinada posição, seja ela positiva ou negativa, da qual resulta uma noção de dever ou não-dever. Esta dicotomia ocorre ao determinar, através dos juízos de valor inerentes ao ser humano, uma realidade ideal ou um dever ser em oposição à realidade ou é. Esta distinção permite que, no plano normativo, a sociedade possa inserir um fim no ordenamento social, uma forma de alcançar os objetivos valorizados pela sociedade em harmonia ou oposição à realidade fática..
Esta composição, integrada pela simples humanidade dos fatos históricos ao aspecto histórico do direito e à norma por ser esta uma cristalização da vontade composta da percepção histórica e da valoração dos juízos de valor humanos, é o cerne da Teoria Tridimensional Dinâmica de Miguel Reale.